# لويزا موراي
لويزا موراي (بالإنجليزية: Louisa Murray)‏ (23 مايو 1818 - 27 يوليو 1894)؛ شاعرة، كاتِبة وروائية بريطانية.